# ستيفن ألبرت
ستيفن ألبرت (بالإنجليزية: Stephen Albert) هو ملحن أمريكي، ولد في 6 فبراير 1941 في نيويورك في الولايات المتحدة، وتوفي في 27 ديسمبر 1992 في رأس القد ‏ في الولايات المتحدة بسبب حادث مرور.

## وصلات خارجية
- ستيفن ألبرت على موقع ميوزك برينز (الإنجليزية)
- ستيفن ألبرت على موقع ميوزك برينز (الإنجليزية)
- ستيفن ألبرت على موقع ديسكوغز (الإنجليزية)